# Lisie Kąty (Opole)
Pour les articles homonymes, voir Lisie Kąty.
Lisie Kąty est une localité polonaise de la gmina de Paczków, située dans le powiat de Nysa en voïvodie d'Opole.